# Łady (powiat pruszkowski)
Łady – wieś sołecka w Polsce położona w województwie mazowieckim, w powiecie pruszkowskim, w gminie Raszyn.
W latach 1975–1998 miejscowość należała administracyjnie do województwa warszawskiego.
W miejscowości działa klub piłkarski UKS Łady, grający obecnie (lata 2015/2016) w IV lidze.